# Paranoid (album)
Paranoid este al doilea album al trupei britanice de heavy metal, Black Sabbath, lansat în septembrie 1970 prin Vertigo Records. Albumul conține unele dintre cele mai cunoscute cântece ale formației cum ar fi „Iron Man” , „War Pigs” și „Paranoid”.
Discul este privit ca unul dintre cele mai influente ale genului heavy metal. A câștigat patru discuri de platină cu peste patru milioane de copii numai în SUA, devenind cel mai bine vândut album al grupului Black Sabbath.

## Lista pieselor
1. „War Pigs/Luke's Wall” (7:57)
2. „Paranoid” (2:52)
3. „Planet Caravan” (4:32)
4. „Iron Man” (5:38)
5. „Electric Funeral” (4:52)
6. „Hand of Doom” (7:07)
7. „Rat Salad” (2:31)
8. „Jack The Stripper/Fairies Wear Boots” (6:15)

- Toate cântecele au fost scrise de Tony Iommi, Ozzy Osbourne, Bill Ward și Geezer Butler

## Discuri single
- „Paranoid” (1970)
- „Iron Man” (1972/2006)

## Componență
- Ozzy Osbourne — voce
- Tony Iommi — chitară
- Geezer Butler — chitară bas
- Bill Ward — baterie